# Coelius Sedulius
Coelius (of Caelius, beide vormen van zijn voornaam zijn wat echtheid betreft twijfelachtig) Sedulius was een christelijke dichter, die in de eerste helft van de 5de eeuw leefde.
Hij werd door Isidorus van Sevilla en in het Gelasiaans decreet een presbyter genoemd.
Zijn faam berust vooral op een lang gedicht, de Carmen Paschale, dat is gebaseerd op de vier evangeliën. In een bombastische stijl een imitator van Virgilius waardig, neemt hij toch een zekere vrijheid in zijn behandeling van het Bijbelse verhaal. Het gedicht werd al snel een inspiratiebron voor mindere dichters. Een alfabetisch hymne, door Sedulius ter ere van Christus, bestaande uit drieëntwintig kwatrijnen van jambisch dimeters, is deels opgenomen in de liturgie, de eerste zeven kwatrijnen vormen de Christmas hymne: "A solis ortus cardine", en sommige latere, de Driekoningen-hymne, "Hostis Herodes ipie.". Een "Veteris et novi Testamenti collatio" in elegische coupletten is ook overgeleverd. Er is echter geen grond om de Virgiliaanse cento, "De verbi incarnatione." aan Coelius Sedulius toe te schrijven.

## Voetnoten
1. ↑  Dit incipit werd geleend door de Karolingische Planctus obitu Karoli, cf. Peter Godman (1985), Latijnse poëzie van de Karolingische Renaissance (Norman: University of Oklahoma Press), 206-211.